# Eksotiske Noveller
Eksotiske Noveller er en samling af noveller af Johannes V. Jensen.
Samlingen består af noveller der var udgivet i tre selvstændige novellesamlinger med titlerne Singaporenoveller, Lille Ahasverus og Olivia Marianne.
Novellerne stammer fra perioden 1906 til 1915.
Johannes V. Jensens rejser der ligger til grund for novellerne er især hans jordomrejse 1902 til 1903 og rejsen til Østasien fra november 1912 til april 1913.
I Æstetik og Udvikling fra 1923 kommenterede Johannes V. Jensen selv på novellerne og angav da at de hørte ind under hans myte-genre:
| „ | Da dette er en Efterskrift til mit Forfatterskab til Dato og en Orientering med Hensyn til Fortsættelsen deraf kan der gøres opmærksom paa at Formen tildels er funden, i hvert Fald henstaar en ikke ringe Del af min Produktion i en Form som skabte sig selv, de Myter i moderne Forstand jeg har skrevet, Tilværelsen, Mennesket og Naturen, ikke bearbejdet i Romanens gamle episke Form, som er forældet, men stykkevis, Billed efter Billed, uden anden Sammenhæng end den vor egen vidt forsprængte Tid selv har, en sideordnet, mange Verdener i een, og et Hele ikke paa anden Maade end at de er formet og hensat af samme Haand. Hertil hører ogsaa de eksotiske Noveller jeg har skrevet, et Navn de fik at rende med som de faar beholde, men efter deres Stil hører de rettelig til mellem Myterne. | “ |

For novellerne fandt Lars Handesten at "Mere end overfladisk psykologi, løse skitser og udtyndede repetitioner af velkendte temaer og motiver, bliver det dog ikke til," men medgiver dog at der er "stærke og gribende momenter" med fremhævelse af novellerne Olivia Marianne og Arabella.

## Udgivelser
Navnet Eksotiske Noveller kom i stand da Johannes V. Jensen i 1909 samlede novellerne fra Singaporenoveller og Lille Ahasverus til en tysk udgave, der fik titlen Exotische novellen.
Julia Koppel stod for den tyske oversættelse.
Den danske udgave fra 1925 samler 12 noveller.
Alle noveller fra Eksotiske Noveller er inkluderet i Hos Fuglene, — novellesamlingen fra 2001 som Niels Birger Wamberg redigerede.